# 南非燈鱂
南非燈鱂，為輻鰭魚綱鯉齒目鯉齒亞目花鳉科的其中一種，分布於非洲西南部的淡水流域，體長可達5.5公分，棲息在沿岸植被生長的溪流、湖泊，屬肉食性，以昆蟲幼蟲為食，繁殖期時會將卵產在植被上，可作為觀賞魚。

## 擴展閱讀
維基物種上的相關：南非燈鱂